# Sorbano
Sorbano is een plaats (frazione) in de Italiaanse gemeente Sarsina.